# Zagony (Bór Zajaciński)
Zagony – część wsi Bór Zajaciński w Polsce, położona w województwie śląskim, w powiecie kłobuckim, w gminie Przystajń.
W latach 1975–1998 Zagony administracyjnie należały do województwa częstochowskiego.